# Β-D-フコシダーゼ
β-D-フコシダーゼ(Beta-D-fucosidase、EC 3.2.1.38)は、β-D-フコシドの非還元末端のβ-D-フコース残基を加水分解する酵素である。系統名は、β-D-フコシド フコヒドロラーゼ(beta-D-fucoside fucohydrolase)である。
由来によっては、β-D-ガラクトシド、β-D-グルコシド、α-L-アラビノシドを加水分解するものもある。